# Mario Mariani (compositore)
Mario Mariani (Pesaro, 6 ottobre 1970) è un pianista, compositore e performer italiano.

## Biografia

### Infanzia, studi ed opere giovanili
Mario Mariani nasce a Pesaro il 6 ottobre 1970. È qui che compie gli studi e fonda la sua prima band con lo pseudonimo di Von Braun, assiemo a Paolo Marzocchi (aka Medio) già nel 1985, con il nome di Capillary. La band proponeva un'estetica ed un suono in stile horror e dark-prog, fortemente caratterizzato da testi umoristici grotteschi e surreali. Con i Capillary, Mariani pubblicò l'album PTS (Minotauro Records, 1989), che vedeva Paul Chain come produttore artistico. Tra i concerti dei Capillary, va ricordata la partecipazione al Festival di Sanscemo del 1991, in cui la band eseguì il brano Ciro il Vampiro, poi inserito nella ristampa di PTS del 1996 ad opera della New LM Records.
Negli anni '90 si iscrive al Conservatorio Gioachino Rossini di Pesaro, dove segue i corsi di Musica Elettronica, Composizione e Strumentazione per banda e corno. Tra il 1990 ed il 1993 collabora con la Mostra internazionale del Nuovo Cinema di Pesaro nelle retrospettive di cinema muto rimusicando con improvvisazioni al pianoforte i grandi classici di registi come David Wark Griffith, Carl Theodor Dreyer, Robert Wiene, Fritz Lang, Friedrich Wilhelm Murnau, Georges Méliès, Dziga Vertov. Fu anche grazie a quest'esperienza che Mariani, partendo dalle teorie di John Cage, si avvicinò all'improvvisazione libera sviluppando anche un proprio approccio alla "composizione istantanea".
Il 14 luglio 1993 porta in scena Acqui al Frantoio del Trionfo di Saltara per il Festival Ville e Castella, che consisteva in una sua composizione per pianoforte e 14 strumenti ad acqua, mentre il 17 maggio 1994 presso l'Auditorium Collegio Vela di Urbino fu la volta della composizione per due flauti intitolata Am I or not a serious composer?. In questo periodo conosce i film-maker di cinema d'animazione Gianluigi Toccafondo e Mauro Caramanica, per i quali compone le colonne sonore per alcuni film: con il primo La boxe (1994) inaugurerà un lungo periodo di collaborazione tra i due, mentre per il secondo musicherà i cortometraggio d'animazione Vertigine (1995).
Nel 1995 Mario Mariani si diploma in pianoforte al Conservatorio Gioachino Rossini.

### 1996-2003: Tra Broz Ensemble e colonne sonore
Il 1996 vide Mario Mariani impegnato nella realizzazione di diverse colonne sonore: il cortometraggio 5 aprile di Matteo Pellegrini, le animazioni Majestic Presence di Letizia Geminiani ed On the skin di Mauro Caramanica, ed alcune sigle di Gianluigi Toccafondo. Nel mondo del teatro aveva invece iniziato a comporre le musiche per gli spettacoli di Francesco Calcagnini.
Già nel 1992 intanto Mariani aveva formato il Broz Ensemble, riprendendo il nome dal Virus informatico. L'ensemble pubblicò così l'album http://www.pesaro.com/broz nel 1997 per la New LM Records, partecipando anche a festival come il FIMU in Francia ed il Rossini Opera Festival 1998 1998 in Italia. Se l'ensemble di Mariani vedeva la presenza di Paul Chain alla chitarra in una composizione principalmente orchestrale, Paul Chain lo ospitò nel suo Alkahest (Godhead, 1995) come tastierista nel brano Voyage to Hel, mentre l'altro Death SS Steve Sylvester lo incluse come ospite nell'album Mad Messiah (Lucifer Rising, 1998).
Nel 1998 il New England Conservatory di Boston gli produce The Masterpie®ce, una composizione per quartetto d’archi e flauto rinascimentale che debutterà il 24 settembre con gli esecutori John Tyson e Bentel Quartet. Compone poi musiche per installazioni e cortometraggi come Errante Erotico Eretico (1998) di Carloni & Franceschetti, La Sagra (1998) di Roberto Catani, Pinocchio (1999) e Sipario Ducale (1999) di Gianluigi Toccafondo. Sempre sul finire degli anni '90 lavora alle musiche per gli spot pubblicitari di importanti marchi come Microsoft, Toyota, Ferrero, Tele2 e Fiat e nel 1999 venne chiamato dalla Acmefilmworks di Los Angeles a scrivere la musica della sigla della 56ª Mostra internazionale d'arte cinematografica di Venezia, che verrà utilizzata fino al 2001. 
Nel 2001 compone una propria colonna sonora per il film muto "Cainà" (1922, regia di Gennaro Righelli), presentando un vero e proprio film-concerto che debutterà al Fano Film Festival 2001. Compone poi le musiche per i cortometraggi sperimentali di Mauro Santini della serie Videodiari - Italia, 2001-2005 intitolati Di ritorno (2001), Dietro i vetri (2001), Dal cortile (2001) e Da lontano (2002). Compone le musiche per gli spettacoli teatrali Il pasto dell'orco (2001) con la regia di Fabrizio Bartolucci, Viaggio nelle muse (2002), Aspetto e spero e L'usignolo, non l'allodola di Paola Galassi, Pantagruele con la regia di Sante Maurizi e Il Borghese Gentiluomo (2003) con la regia di Giampiero Solari.
Nel 2003 inizia, con Sulle tracce del gatto, a comporre colonne sonore per i film di Vittorio Moroni in un sodalizio che durerà per gli anni a venire.

### 2004-in poi: Gli album e le colonne sonore
Nel 2004 compone la colonna sonora di Tu devi essere il lupo, opera d'esordio del regista Vittorio Moroni, mentre nel 2005 compone il jingle per la sigla della 62ª Mostra internazionale d'arte cinematografica di Venezia. Il sodalizio con Moroni proseguì nei due film successivi intitolati Le ferie di Licu (2007) e Eva e Adamo (2009). E se le tre colonne sonore vennero pubblicate su CD dalla CAM, fu con la colonna sonora di Sotto il mio giardino (2008) di Andrea Lodovichetti che Mariani vinse il premio Novaracinefestival per la migliore colonna sonora.
Nel 2010 ha portato un pianoforte a coda all'interno della Grotta dei Prosciutti, in cima al Monte Nerone vivendo al suo interno per un mese e offrendo ogni giorno un concerto pubblico. Nello stesso anno produce il suo primo album per piano solo intitolato Utopiano (ViviRecords, 2010), in cui sembrano convergere sia le esperienze concertistiche che quelle di composizioni per il cinema nello sviluppare un metodo per quello che lui stesso chiamerà il "pianoforte im-preparato".
Nel 2011 pubblicò l'album Intemporanea per la Heliopolis Edizioni, una suite "urfuturista" per fiati, pianoforte ed orchestra virtuale che vedeva coinvolti ai fiati Ivan Gambini, Barbara Piperno e Niccolò Bolognesi. Sempre nello stesso anno organizzò il festival estivo del "Teatro libero del Monte Nerone", che si svolge all'interno di un bosco ai confini tra Marche e Umbria. Da questa esperienza Mariani produce il suo album successivo intitolato Elementalae, un album che l'artista deficnisce per pianoforte e orchestra naturale proprio per la mescolanza tra i suoni naturali dell'Appennino ed il pianoforte immerso e registrato in questo contesto. Nel natale 2011 porta in tournée il progetto A Silent Christmas composto da 4 film muti sulla figura del Natale (Canto di Natale, A trap for Santa Claus (1925, di Kleinschmidt), A winter straw ride) rimusicati dal vivo con il suo pianoforte mi-preparato in un concerto che porterà in scena in molti teatri italiani durante i successivi periodi natalizi.
Nel 2013 compone le musiche per i film Se chiudo gli occhi non sono più qui di Vittorio Moroni ed Italian movies di Matteo Pellegrini, e poi per gli spettacoli teatrali Amleto di Pietro Conversano (prodotto da AMAT) ed Encephalon di e con Niba, Mario Mariani, Andrea Bartola.
Nel 2014 realizza la musica al pianoforte e organo a canne per La Vie et la Passion de Jésus-Christ di Ferdinand Zecca e Lucien Nonguet.

## Stile
Definisce il suo stile "composizione istantanea transpersonale".
Fortemente riconoscibile per il suo personale ed eclettico approccio al pianoforte, Mario Mariani concepisce lo strumento come un'orchestra, con uno stile che spazia dalla musica contemporanea alle performance teatrali, collaborando spesso con attori e artisti visuali, tra i quali Giuliano Del Sorbo, Massimo Ottoni e Graziella Galvani.

## Discografia

### Solista
- 2005 – Tu devi essere il lupo (Colonna sonora)
- 2007 – Le ferie di Licu (Colonna sonora)
- 2009 – Eva e Adamo (Colonna sonora)
- 2011 – Utopiano
- 2011 – Intemporanea
- 2012 – Elementalea
- 2017 – The Soundtrack Variations (piano solo)
- 2018 – The Rossini Variations (piano solo)
- 2020 – V.I.T.R.I.O.L. (piano solo)

### Con i Capillary
- 1989 – PTS

### Con i Broz Ensemble
- 1996 – http://www.pesaro.com/broz

### Con Paul Chain
- 1995 – Alkahest
- 2004 - Unreleased Vol.2
- 2020 - Emisphere

### Con Steve Sylvester
- 1998 - Mad Messiah

### Con Paul Chain & Wino
- 2020 - Bloodwing / Nibiru Dawn

## Composizioni per musica da camera, lirica e orchestrale
- 1993 - Acqui per pianoforte e 14 strumenti ad acqua prima es. 14 luglio 1993 Festival Ville e Castella - Frantoio del Trionfo - Saltara
- 1994 - Am I or not a serious composer? per due flauti prima es. 17 maggio 1994-Auditorium "La Vela" – Urbino
- 1998 - The Masterpie®ce per flauto rinascimentale e quartetto d'archi: prima esecuzione: Boston - New England Conservatory 24 settembre 1998
- 1998 - Isabella di Azio Corghi Opera – collaborazione e arrangiamento "sezioni Rock"
- 2003 - A Passo di Gatto per Banda prima esecuzione: Cartoceto 9 agosto 2003
- 2005 - Il Colombre per orchestra scolastica – prima es. Teatro Smeraldo Milano,
- 2006 - Die Wolf-Gangsters for young criminals orchestra – comm.Musicamorfosi
- 2006 - LUZ per orchestra; prima es. 20 aprile 2006 Fil. Marchigiana, dir.Michele Mariotti
- 2006 - Il parlatore eterno, opera lirica; prima es. 28 giugno 2006 Rassegna Lirica Torelliana – Teatro della Fortuna – FANO
- 2010 - Bolero 2.0 per orchestra - commissione Filarmonica Marchigiana

## Musiche per Teatro
- 1993 – Orazero, Compagnia Incerti Momenti
- 1994 – Le città invisibili (da Italo Calvino), regia Francesco Calcagnini e Sante Maurizi (La Botte e il Cilindro - Sassari)
- 1995 – Esercizi spirituali in luogo pubblico, Compagnia Incerti Momenti
- 1996 – A dispetto dei santi regia di Francesco Calcagnini
- 2000 – Crimini esemplari (di Max Aub), regia Francesco Calcagnini (prod. Broz Ensemble / Accademia di belle arti di Urbino)
- 2001 – Dialogo della vecchia gioventù (di Gianni D’Elia), regia. Francesco Calcagnini
- 2001 – Il pasto dell'orco, regia di Fabrizio Bartolucci
- 2002 – Viaggio nelle muse (da William Shakespeare), regia di Paola Galassi (prod. Teatro Stabile Marche)
- 2002 – Aspetto e spero (di Leonardo Manera), regia Paola Galassi prod. Zelig / Bananas)
- 2002 – L'usignolo, non l'allodola (di Jennifer Johnston), regia di Paola Galassi (prod. Teatro Stabile Marche)
- 2002 – Gusci (da Franz Kafka), regia Francesco Calcagnini
- 2002 – Pantagruele regia Sante Maurizi (prod. La Botte e il Cilindro - Sassari)
- 2003 – Il Borghese Gentiluomo (di Molière), regia di Giampiero Solari, con Giorgio Panariello (prod. Teatro Stabile Marche - Teatro Nuovo Milano)
- 2004 – Le Coefore (di Eschilo), regia di Monica Conti con Anna Maria Guarnieri (prod. Teatro Stabile Marche/Biennale di Venezia/Orestiadi Gibellina)
- 2008 – Tempesta di Giovanni Ferri (prod. ass. culturale Arte/altro)
- 2008 – Il poema dei monti naviganti, regia. Alessandro Marinuzzi
- 2008 – Il cattivo ladrone di e con Leonardo Manera prod. Festival Crucifixus
- 2010 – La terza vita di Amandio Pinheiro prod. 50N - Roma
- 2013 – Amleto di Pietro Conversano – prod. AMAT Marche
- 2013 – Encephalon di e con Niba, Mario Mariani, Andrea Bartola (prod. Tada')
- 2018 – Impreparati (titolo provvisorio) (prod. Accademia Belle Arti Urbino / AMAT)
- 2020 – Brancaleone regia di Giampiero Solari prod. Galassie

## Colonne sonore

### Cinema
- 1994 - La boxe, regia di Gianluigi Toccafondo
- 1995 - Vertigine, regia di Mauro Caramanica
- 1996 – 5 aprile, regia di Matteo Pellegrini
- 1996 – On the skin, regia di Mauro Caramanica (prod. Bruno Bozzetto Film)
- 1996 – Majestic Presence, regia di Letizia Geminiani
- 1997 – Tourbillon, regia di Matteo Pellegrini
- 1997 – Girotondo, regia di Matteo Pellegrini
- 1998 – Errante Erotico Eretico, regia di Carloni & Franceschetti
- 1998 – La Sagra, regia di Roberto Catani
- 1999 – Pinocchio, regia di Gianluigi Toccafondo (prod. Toccafondo/La Sept Arte)
- 1999 – Sipario Ducale, regia di Gianluigi Toccafondo e Massimo Salvucci
- 2000 – A mille ce n'è, regia di Paola Bocci
- 2001 – Di ritorno, regia di Mauro Santini
- 2001 – Dietro i vetri, regia di Mauro Santini
- 2001 – Dal cortile, regia di Mauro Santini
- 2002 – Il naso storto, regia di Antonio Ciano
- 2002 – Da lontano, regia di Mauro Santini
- 2003 – Sulle tracce del gatto, regia di Vittorio Moroni e Andrea Caccia
- 2003 – Cafè l'amour, regia di Giorgio Valentini prod. Motus Film
- 2004 – Tu devi essere il lupo, regia di Vittorio Moroni
- 2006 – Il matrimonio negato, regia di Antonio Ciano
- 2007 – Le ferie di Licu, regia di Vittorio Moroni
- 2007 – Sotto il mio giardino, regia di Andrea Lodovichetti
- 2009 – Eva e Adamo, regia di Vittorio Moroni
- 2012 – Tonda's Wonderland, regia di Magda Guidi e Mara Cerri
- 2013 – Se chiudo gli occhi non sono più qui, regia di Vittorio Moroni
- 2013 – Italian movies, regia di Matteo Pellegrini
- 2016 – Baumwolle (So Sind Wir), regia di Luca Torzolini
- 2021 – Man Kind Man, regia di Iacopo Patierno
- L'invenzione della neve, regia di Vittorio Moroni (2023)

### Televisione
- 2000 – L'incontro (Film tv), regia di Vittorio Moroni
- 2022 - Denise (Docuserie), regia di Vittorio Moroni

### Sigle, Spot e commercials
- 1996 – I bambini e la TV (casa delle arti e del gioco di Mario Lodi-Arcinova), regia di Gianluigi Toccafondo (prod. Mixfilm)
- 1996 – Prague International Marathon, regia di Gianluigi Toccafondo (Mixfilm)
- 1997 – New Penny (Max Mara) ag. Boxallaseconda
- 1997 – Stefanel, Campagna Stefanel ag. Boxallaseconda
- 1998 – B.P.M, regia di Matteo Pellegrini (Altamarea Film)
- 1999-2001 – Sigla Mostra del Cinema di Venezia, regia di Gianluigi Toccafondo
- 1999 – Stream, Canale Viaggi 2 serie di spot regia Gianluigi Toccafondo
- 2000 – Conad, Campagna Natalizia Supermercati
- 2001 – Fiat Punto, con Flavio Ibba
- 2001 – Tele2, ag. Ogilvy & Mather
- 2001 – Microsoft Office, XP" prod. McCann Erickson
- 2001 – AcmeFilmworks Showreel, (Los Angeles - California)
- 2002 – Ferrero Looney Tunes, ag. Pubbliregia
- 2002 – Parmalat Joy, ag. McCann Erickson
- 2002 – Ferrero Rocher, prod. Mercurio Cinematografica
- 2002 – Libri Repubblica, ag. Lowe Lintas Pirella Gottsche
- 2003 – Dixan, agenzia DDB - Milano
- 2004 – Unicri spot sociale ONU, regia di Gianluigi Toccafondo prod.Lanterna Magica
- 2004 – Toyota Corolla Verso prod. Cineteam Roma
- 2005 – Sigla 62° Mostra del Cinema di Venezia di F. Ghermandi prod. La Biennale di Venezia
- 2009 – 7 Sigle per la 45°Mostra Internazionale del Cinema di Pesaro, regia di Mauro Santini
- 2011 – Soul Kitchen per Lube prod. Greenbubble
- 2013 – Hospice Seragnoli Onlus, regiadi Magda Guidi e Mara Cerri